# Рефлексологија
Рефлексологија или терапија зона је метод масаже, стискања или гњечења стопала (ређе дланова и ушних шкољки), у пределу „рефлексних зона“ у којима се сматра да су мапирани органи тела. Ова техника, позната и као манипулација телом, заснива се на принципима традиционалне медицине о кретању енергије кроз тело, чијом се блокадом или стимулацијом може постићи оздрављење.
Анатомских или хистолошких доказа мапираних органа на телу човека нема. Савремени рефлексолози их представљају као претпоставке (идеје) које су корисне у клиничкој пракси.

## Историја
Рефлексологија је веома стара метода, која се примењује више од 3.000 (6.000) година у Кинеској, Тајландској, Индијијској, Египатској и другим културама Света. Корени рефлексологије сежу у далеку прошлост, и зато се она сматра традиционалном вештином лечења. Њени принципи лечења темеље се на начелу постојања „рефлексних зона“ на стопалима, длановима и ређе уву (аурикулотерапија), које одговарају свим деловима тела, органима и жлездама човека. Међусобна повезаност рефлекогених зона на стопалима и органима у телу била је позната и древним египатским лекарима, који су ове зоне сматрали „улазним вратима ка истеријама тела“.
Порекло рефлексологије није тачно утврђено, али се претпоставља да потиче из Индијске и Кинеске културе уназад око 6.000 година. Постоји мишљење да рефлексологије потиче и из традиционалне медицине разних индијанских племена Јужне Америке или чак и Египта, јер су на зидним сликама у гробници знаменитога фараонског лекара Анкхамора, пронађени записи настали око 2330.п. н. е, о примени ове методе.
Нешто касније са Далеког истока рефлексологија је пренесена у Грчку и Рим, па о њеној примени налазимо трагове у записима Хипократ (460 до 377. п. н. е) и славног арапског лекар и филозоф Авицена (979. до 1037). У средњовековним записима забележено је и да је рефлексологија била посебно популарна на европским дворовима и у време ратних похода.
Данас се рефлексологија као „савременији“ облик традиционалног лечења користи у традиционалној Азији те широм Европе и Америке. Претеча савремене рефлексологије је терапија по зонама, чије су модерне темеље поставили с краја 19. века и почетком 20. века енглески лекар Хенри Хеад и амерички лекар Вилијам Х. Фицџералд (1872 до 1942), који су овој методи традиционалног лечења дали назив рефлексзонтерапија.
Фицџералд је већину података о овој методи сакупио међу индијанским племенима који су примењивали стимулацију рефлексних зона у лечењу многих болести. Попут меридијана на глобусу, Фицџералд је, поделио тело на 10 зона (уздужним и попречним линијама), тако да свака путања иде од једног прста на стопалу до мозга па се дуж руке спушта до прста на шаци. Органи сваке од ових зоне су међусобно повезани, тако да нпр поремећај у раду бубрега може да одрази на око, а зглоб малог прста је у вези са зглобом кука.

## Принципи
Рефлексологија користи јединствену методу посебног (дозираног) притиска палцима на рефлексне тачке ради постизања бројних терапијских учинака. Њени су учинци вишеструки, као што су уклањање блокаде у протоку телесне енергије, нормализовање протока крви и лимфе у различитим деловима тела те постизање равнотеже сваког дела тела, органа или жлезде.
Заједничко за рефлексологију и друге технике манипулација телом је прихватање међузависности различитих органских система који имају велику моћ саморегулације. Услед тога људско тело има способност да превазиђе поремећаје уз терапеутску интервенцију која се концентрише на онај део тела за који рефлексолог понаособ сматра да је централни.
Рефлексологија сматра да у сваком стопалу постоји седам хиљада нервних завршетака, распоређених у зоне, које се стимулишу техником масаже, стискања или гурања (на тачно одређеним деловима стопала), што промовише оздрављење читавог организма и стимулише рад свих виталних делова тела. Будући да зоне завршавају на длановима или стопалима, сваки орган на тим местима има своју тачку. Нервни завршеци који се налазе на длановима и стопалима преносе информације дуж кичмене мождине до мозга и затим до појединих делова тела. Распоред подручја рефлексологије на стопалима одражава организацију у организму у тој мери да су органи десне стране тела заступљени у десном стопалу, а органи леве стране у левом.
Истраживања су доказала да се временом на завршецима нерава на стопалу накупљају соли калцијума и кристали мокраћне киселине који онемогућују нормалну стимулацију жлезда и органа. Техником рефлексотерапије те наслаге се могу се уклонити. Рефлексотерапија је и врста стимулације централног нервног система на нивоу кичмене мождине и симпатичког нервног система. Наиме, стопала и шаке изузестно су осетљиви на додир па се преко њих могу покренути блокирани механизми у телу и мозгу.
У данашње време стопала се често занемарују па код великог броја људи постоје деформације и болести стопала. Човек када је масовно почео да носи обућу изгубио је директан контакт са окружењем и природом који је имао ходајући бос, када је директно стимулисао рефлексне тачке, што је по мишљењу рефлексолога један од узрока патолошких промена стопала. Зато се доста често у рефлексологији препоручују и употреба специјалне папуче које масирају рефлексогене зоне за време ходања пацијента.
Масажа стопала је и неопходна допуна другим методама традиционалне медицине и зато се може применити и у комплексном лечењу болесника заједно са терапијским техникама за опуштање, смањивање агресивности, побољшање концентрације и укупног енергетског потенцијала тела.

## Рефлексолошка мапа
Рефлексолошка мапа стопала приказује „рефлексне зоне“ које рефлексолози користе у свом раду. У доњој скали, бојом су представљени одређени органи или делове тела:
|  |                           | Мозак |                    | Желудац |
|  | Синуси                    |       | Слезина            |         |
|  | Глас                      |       | Јетра              |         |
|  | Хипофиза                  |       | Жучна кеса         |         |
|  | Врат и грло               |       | Надбубрежна жлезда |         |
|  | Oči                       |       | Gušterača          |         |
|  | Уши                       |       | Бубрег             |         |
|  | Пазушна јама              |       | Мокраћовод         |         |
|  | Раме и рука               |       | Мокраћна бешика    |         |
|  | Плућа и дојке             |       | Дебело црево       |         |
|  | Срце                      |       | Танко црево        |         |
|  | Штитна жлезда и бронхиоле |       | Тртична кост       |         |
|  | Соларни плексус           |       | Живац кука         |         |
|  | Дијафрагма                |       | Пејерове плоче     |         |
|  | Слепо црево               |       |                    |         |

На стопалима се налазе рефлексне тачке свих органа и делова тела, десно стопало је огледало десне стране тела, а лево стопало леве стране.
| „ | Искусни терапеут дозираним притискаом на прецизно одређену тачку на стопалу добија податке о стању одговарајућег органа - да ли је место осетљиво на притисак, каква је текстура коже, да ли се могу открити мање грудвице, или је рефлексна тачка „ослабљена“. | ” |

Сличне рефлексолошке мапе постоје за шаке и ушне шкољке.

## Индикације
Индикације за примену ове методе су; поремећаји дигестивног тракта; респираторне болести; слаба циркулација; локалних обољења стопала, ноге, глежњева, бокова и колена; задржавања течности (едем);
анксиозност и лупање срца; главобоље, неуралгије; стресна стања; мучнина; поремећаји функција репродуктивног система код мушкараца и жена, итд.

## Контраиндикације
Иако нема специфичних контраиндикација, постоје и ограничења за примену масаже стопала као што су тромбоза крвних судова (венска тромбоза и проширене вене доњих удова) и трудноћа.
Масажу, такође, не треба примењивати код унутрашњих повреда, високе температуре, унутрашњих и спољашњих рана, код особа које имају уграђен пејсмејкер...

## Супротстављени ставови
Рефлексологија је имала неколико клиничких испитивања са различитим резултатима успешности. Једно од систематско истраживање наглашава да „најбољи тренутни доказ не показује да рефлексологија представља ефективан третман за било коју медицинску болест.".
Докази неких других истраживања указују да рефлексологија може бити ефикасна за релаксацију, смањење стреса и болова. Међутим, противници рефлексологије ове резултате бар једним делом објашњени плацебо ефектом. По њима тенутни научни докази не подржавају рефлексологију као методу у лечењу било којих болести..
Нико не оспораваа да масажа стопала има одређене погодности. Осећај је изванредан и доприноси смањењу стреса и напетости, што може бити од значаја код психосоматских болсти. Међутим противници рефлексологије сматрају, да ове погодности могу заварати људе да закључе како се масажа стопала може применити у свим областима медицине..